# Avdiplein
Het Avdiplein is een ontmoetingsplek gelegen in de wijk Metaxourgeio in de Griekse hoofdstad Athene, dat gevormd wordt door de omliggende straten Leonidou, Kerameikou, Giatrakou en Germanikou. Aan het plein zijn verschillende cafés, restaurants, theaters, kantoren en huizen te vinden. Ook de Gemeentelijke Galerij van Athene is te vinden aan het Avdiplein. De stad Athene heeft het plein gerenoveerd in 2008, er werd meer groen, beter licht en nieuwe tegels toegevoegd aan het plein. Sindsdien wordt het plein meegenomen in de verandering van de wijk naar een artistieke en kunstzinnige plek, door onder andere guerrilla tuinieren, festivals en muziek- en dansoptredens.

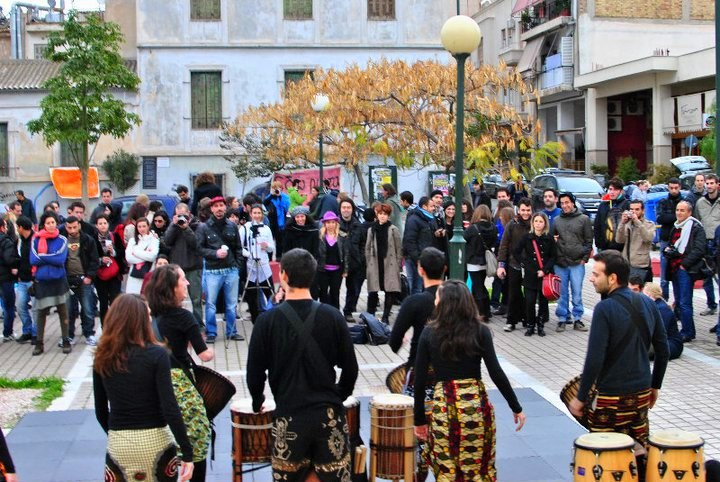
Drum- en dansvoorstelling tijdens de Lunch Street Party

De revisie van het plein maakte deel uit van het "Niet denken maar doen"-programma. Dit project wil ervoor zorgen dat dagelijkse problemen in Athene worden opgelost. De gemeente voegde 39 bomen, 112 bosjes, 500 bloemen, 1000 vierkante meter gras en 271 vierkante meter nieuwe tegels toe aan het plein. Aan het eind van de renovatie, op 21 juli 2008, hield burgemeester Nikitas Kaklamanis een ceremonie om de verantwoordelijkheid van de verzorging en het gebruik van het plein officieel aan de buurtbewoners te overhandigen. "Dit plein zal het centrum van cultuur en recreatie worden in jullie buurt," zei hij tijdens zijn toespraak.
Het plein is vernoemd naar Leon Avdis (1937-2000), een Griekse advocaat en ambtenaar die alom gerespecteerd werd in de politieke sector. In 1994 werd hij verkozen tot gemeenteraadslid van Athene als hoofd van de partij "Agonistiki, samen voor Athene". Avdis maakte deel uit van het parlement in 1996 voor de Communistische Partij van Griekenland (KKE), maar vertrok om mee te dingen naar het regentschap van Athene. Zijn programma bevatte onder meer plannen voor verbeteringen van achterstandswijken en het creëren van fietspaden in de hoofdstad. 